# Brita Maria Modéer
Brita Maria Modéer, född 1757, död efter 1791, var en svensk skådespelare och sångare under den gustavianska tiden. Hon var verksam vid Eriksbergsteatern och Munkbroteatern i Stockholm.

## Biografi
Modéer anställdes vid Eriksbergsteatern 1783 som ersättning för den populära skådespelaren och sångerskan Brita Fernlund, subrett- och gummaktör men framför allt sångerska, som just avgått. Fernlunds avgång innebar inställda operetter, men Modéer ersatte henne snart ganska bra, även om hon som sångerska inte ansågs lika bra ersättare som skådespelare för Fernlund.
Bland ”fru Modéers” roller fanns Lucretia i Njugg spar och fan tar och Irza i Det indianska campementet (1784), Honesta i Den bedragne bedragaren (1788), Julie i Det oförmodade vadet (1789) och grevinnan i Greven av Oldsbach (1790).
När Didrik Gabriel Björn 1790 satte upp efterpjäsen Det besynnerliga spektaklet, där alla skådespelare skulle tacka publiken i gestalt av sina mest populära roller, gjorde hon det som Anna Stina i Maskeraden.
Modéer registreras 1790, ”Aktrisen vid Svenska Teatern” som boende vid kvarteret Glasbruket östra nr 19 i Katarina församling, med ”ingen viss lön”. Hon finns fortfarande i listan över Stenborgsteaterns personal 1791.
Hon var gift med J. C. Modéer.